# Hełm SSz-40

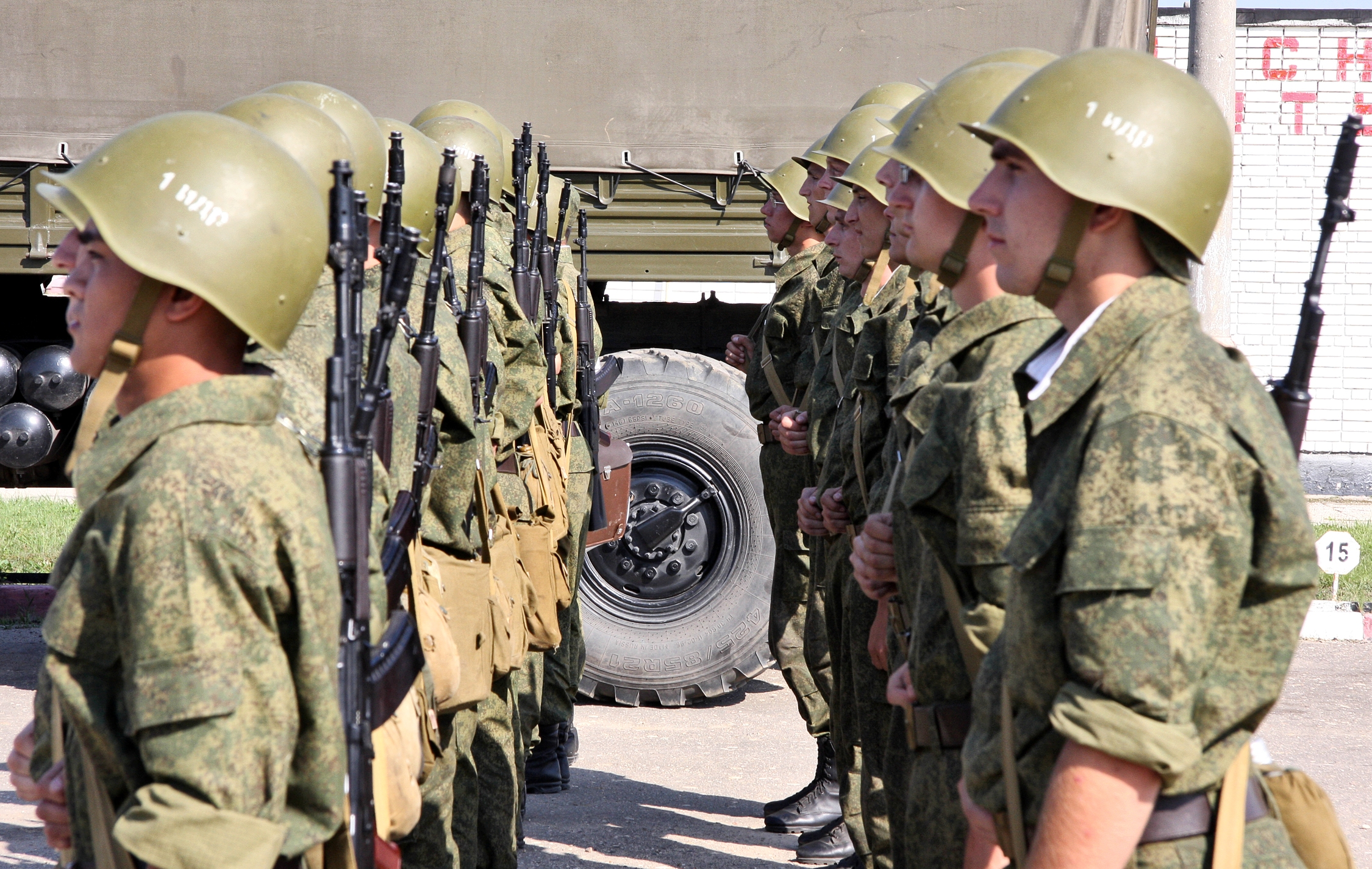
Żołnierze rosyjscy w hełmach SSz-40 „sześcionitowcach”

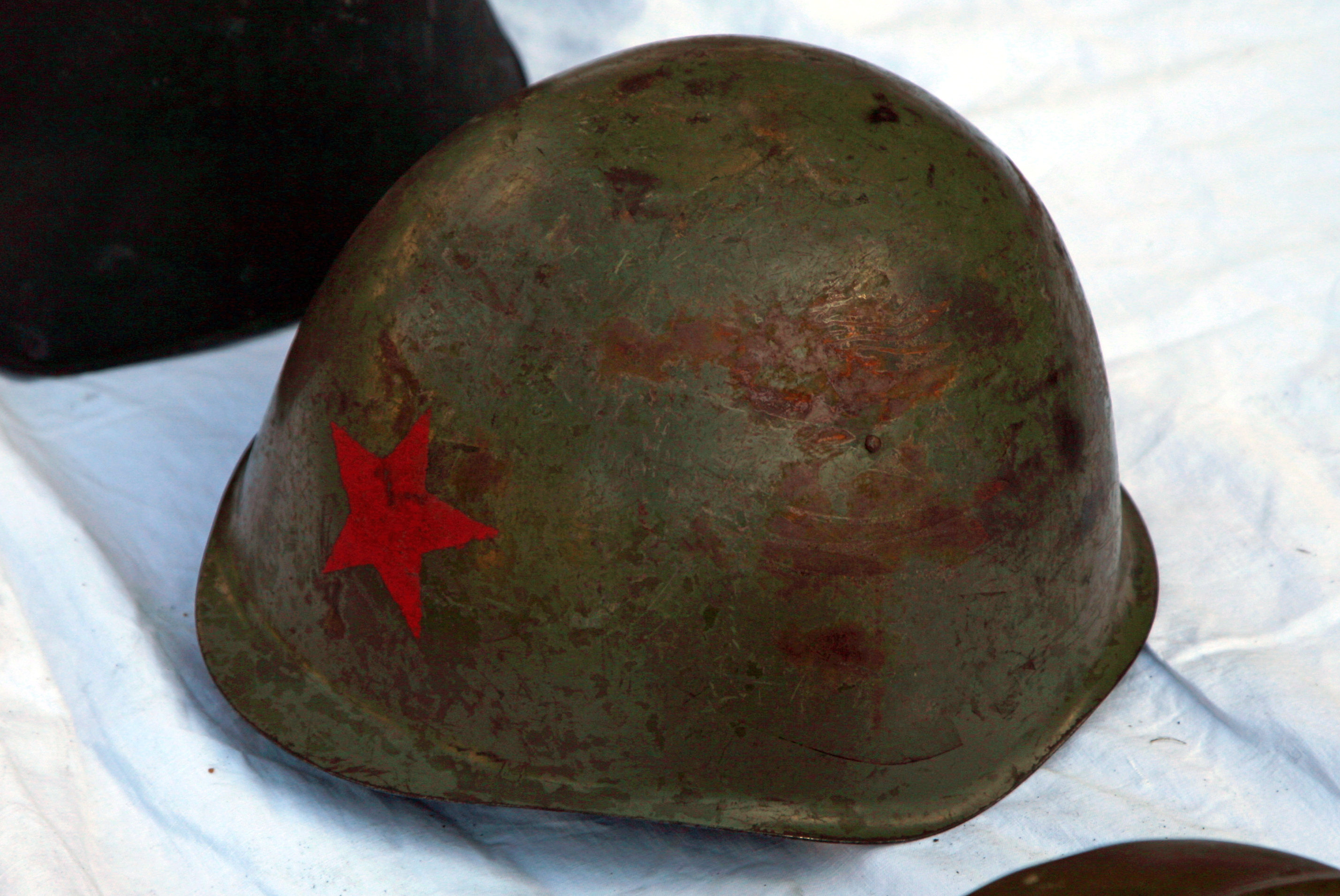
Hełm SSz-39 „trzynitowiec” z czerwoną gwiazdą

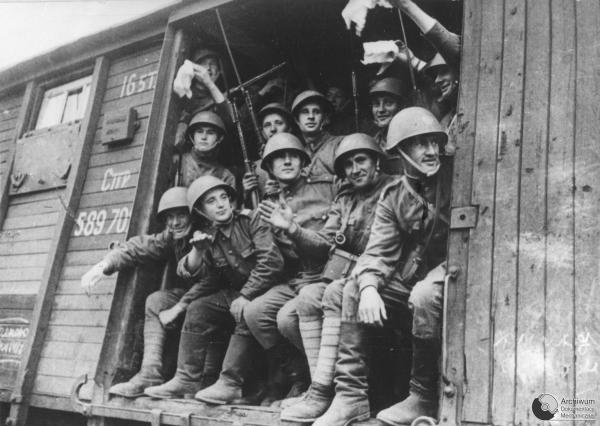
Żołnierze 1 Dywizji Piechoty im. Tadeusza Kościuszki w hełmach radzieckich wz. 40 w roku 1943

Hełm SSz-40 (ros. СШ-40, pol. hełm wz. 40) – radziecki hełm stalowy z okresu II wojny światowej, będący konstrukcyjnie rozwinięciem hełmu SSz-39, od którego różnił się szczegółami budowy. Czerep hełmu SSz-40 był średnio głęboki i posiadał wyraźnie wyprofilowane nauszniki i mały choć wyraźny daszek. Na hełmie SSz-40 nie używano pokrowca ani siatki maskującej. Malowano go na kolor zielony o wielu zróżnicowanych odcieniach, niekiedy dodatkowo malując na przodzie czerwoną gwiazdę.  

## Wersje
Hełm SSz-40 występował w trzech wersjach wyposażenia wewnętrznego. Odmiana pierwsza (tak zwana wersja „trzynitowa”) składała się z metalowej obręczy z przymocowanym do niej pasem dermy wyciętym w osiem listków w szczycie ściąganych sznurowadłem. Fasunek był mocowany do czerepu za pomocą trzech nitów. Pasek pod brodę (podpinka) wykonany był z troka parcianego o szerokości 18 milimetrów, mocowany był do metalowej obręczy fasunku. Zapięcie stanowiła klamerka przesuwna. 
Drugi typ (najczęściej spotykany) składał się z trzech płatów dermy, których końce wycięte były w dwa listki i zaszyte, w celu przewleczenia sznurowadła. Listki posiadały „kieszonki” w które wkładano ściśliwy materiał (najczęściej watę drzewną), dzięki czemu regulowano fasunek do rozmiaru głowy. Wszystko to przymocowane było do metalowych pasków blachy, które z kolei sześcioma nitami mocowane były do czerepu. Ten fasunek nazywany był wersją „sześcionitową”. Podpinka taka sama jak w pierwszym typie fasunku. Jedyną różnicą było mocowanie – do czerepu. 
Ostatnia odmiana, najrzadziej spotykana składała się z „czapki” z dermy ściskanej na szczycie sznurowadłem przymocowanej do metalowej obręczy, takiej samej jak w wariancie pierwszym. Podpinka mocowana była do czerepu.

## Hełm SSz-40 (wz. 40) w Ludowym Wojsku Polskim
Hełm wz. 40 był podstawowym hełmem używanym w Polskich Siłach Zbrojnych w ZSRR sformowanych w roku 1943. Na hełmach w początkowym okresie malowano białą  farbą orła wz. 1943. Po bitwie pod Lenino zaprzestano jednak tego z uwagi iż były one łatwym celem dla wroga. Na zdjęciach z lat 1944-45 już w ogóle nie widać kuric (tj. orłów wz. 43) na hełmach.
Hełmów wz. 40 używano także na dużą skalę w ludowym Wojsku Polskim po zakończeniu wojny. Zostały one zastąpione przez hełmy wz. 50.